# Surface (logement)
Pour les articles homonymes, voir Surface.
 (décembre 2015).
Dans un logement, le droit français dénombre 10 surfaces différentes.
pour une vente:
- loi Carrez

pour une location:
- loi Besson (Décret 99-244 du 29 mars 1999)
- surface corrigée (Loi du 1er septembre 1948, décret 48-1766 du 22 novembre 1948)

pour construire:
- surface hors œuvre brute (SHOB) / surface hors œuvre nette (SHON)
- Surface habitable

pour les impôts (calcul des taxes foncières et d'habitation):
- surface fiscale (bâti)
- cadastrale (non-bâti)

Loi 68-108 du 2 février 1968
autres:
- surface utile (R251-1 du Code de la Construction et de l'Habitation), présente dans les expertises immobilières ou l'immobilier d'entreprise
- surface pondérée en copropriété (art. 5, loi du 10 juillet 1965) pour le calcul des quote-parts
- Surface Développée Hors Œuvre Pondérée (SDHOP) (Circulaire n°64 du 17 avril 1964)

## Sources
- Ordre des Géomètre-experts